# Pierre de Verthamon
Pierre de Verthamon  (* 12. März 1614 in Paris; † 26. Juli 1686 ebenda) war ein französischer Jesuit.

## Leben
Pierre de Verthamon entstammte einer in Limoges ansässigen Familie, die mehrere Geistliche hervorbrachte, darunter drei Bischöfe.
Geboren am 12. März 1614 in Paris, trat er am 19. November 1631 in die Gesellschaft Jesu ein. Er unterrichtete die Humaniora und die Philosophie und war fünf Jahre Substitut der französischen Jesuitenassistenz an der Generalkurie in Rom und Sekretär des Jesuitengenerals ebenda.
Nach Frankreich zurückgekehrt, leitete er als Rektor nacheinander die Jesuitenkollegien in Bourges (heute École nationale supérieure d’art), Rouen (heute Lycée Corneille) und Orléans und von 1671 bis 1673 das Collège de Clermont (1674 umbenannt in Collège Louis-le-Grand). Zweimal war er Präpositus des Professhauses der Jesuiten in Paris und Provinzial. Er starb am 26. Juli 1686 in Paris.

## Werke
- Méditations pour tous les jours de l’année et pour les festes principales, 3 Bände (263, 326 bzw. 418 Seiten)